# Primul Război Germano-Danez
Primul Război Germano-Danez (în germană Schleswig-Holsteinischer Krieg , în daneză Treårskrigen), cunoscut și ca Primul Război al Schleswigului și Războiul de Trei Ani a fost un conflict militar în care s-au confruntat pe de-o parte Regatul Danemarcei, iar pe de alta Regatul Prusiei aflat în alianță cu ducatul Schleswig-Holstein, având de asemenea și susținere din partea Confederației Germane. Războiul a început ca urmare a politicii asimilatoare a coroanei Daneze împotriva numeroasei populații germanofone din ducatele Schleswig și Holstein.

## Cauze
Războiul a început în mare parte ca urmare a politicii asimilatoare a coroanei Daneze împotriva numeroasei populații germanofone din ducatele Schleswig și Holstein. La 20 ianuarie 1848 regele Christian al VIII-lea moare. Îl urmează la tron Frederic al VII-lea, care la 28 ianuarie emite o constituție comună pentru întregul stat (inclusiv și pentru cele două ducate). Conducătorii din Schleswig și Holstein au depus o cerere ca ducatele să aibă un aparat comun, și ca Schleswig să fie admis în Confederația Germană.
Când aceste cereri au fost respinse de către rege, populația sa revoltat sub conducerea casei de Augustenburg. Pe 23 martie la Kiel, s-a format un guvern provizoriu sub conducerea lui Frederic al VIII-lea de Schleswig-Holstein. În curând a căzut în mâinile răsculaților orașul Rendsburg. Guvernul provizoriu a făcut un apel de ajutor Prusiei. Parlamententul de la Frankfurt a susținut poziția ducatelor. Atunci Prusia sa oferit să medieze reconcilierea între ducate și Danemarca, dar ultima a respins, și astfel a început războiul.

## Desfășurare

### 1848
Armata ducatelor, conduse de ducele Frederic, a avut la început un oarecare succes și către 5 aprilie a ocupat orașele Rendsburg și Flensburg. Între timp, la Frankfurt pe Main, s-a decis admiterea în Confederație a Schleswigului, recunoașterea guvernului provizoriu de la Kiel și acordarea Prusiei comandamentul suprem al armatei.
Guvernul prusac urma planul unificării Germaniei sub auspiciile sale, încercând să utilizeze mișcarea de eliberare națională din Schleswig și Holstein, precum și de războiul cu Danemarca pentru a preveni dezvoltarea revoluției în Germania. La începutul lunii aprilie, trupele prusace conduse de generalul Wrangel (23.000 de soldați, dintre care 10.000 de soldați ai ducatelor și 13.000 de prusaci) au pășit pe teritoriul ducatelor fără o declarație de război. La 23 aprilie Wrangel începe ofensiva și îi învinge pe danezi la Schleswig. Armata daneză s-a retras, o parte pe insula Alsen, alta în nord spre Aabenraa. Lăsând împotriva Alsenului o divizie, generalul Wrangel a continuat ofensiva, ocupând Fredericia pe 3 mai. Marile puteri au trecut de partea Danemarcei.
Prim-ministrul britanic Henry Temple a încercat să restabilească pacea și s-a oferit să medieze în Berlin, cerând evacuarea Iutlandei. Extinderea prea mare a comunicațiilor armatei germane, supremația flotei daneze și pregătirea unui corp expediționar suedez în Malmö, l-a făcut pe Wrangel să părăsească Iutlanda până pe 25 mai. Folosindu-se de moment, danezii trec o parte din trupele din Alsen în Iutlanda și ocupă linia Ligumkloster - Aabenraa pe 2 iunie.
Danezii au invadat Schleswigul. Generalul german Galkett s-a apropiat de Fiordul Flensburg, însă atacul lui Wrangel (5 iunie), s-a dovedit fără succes. Victoria de la Gaderslebene din 29 iunie a redat germanilor Schleswigul însă, din cauza beneficiilor pe care danezii le aveau de la flotă, toate aceste succese nu au fost de importanță strategică. Pe mare, flota daneză a dominat cauzând pierderi grele comerțului german (blocând porturile).
Negocierile lansate la Londra, au fost lente, deoarece danezii nu au vrut să accepte includerea Schleswigului în Confederația Germană. Fiind întrerupte la un moment dat, acestea au fost reluate în Malmö. În luna iulie, părțile beligerante au convenit asupra următoarelor motive principale ale viitorului acord: părăsirea ducatelor de către armatele ambelor părți, numirea comună de către Prusia și Danemarca a unui guvern pentru ducate, care trebuia sâ înlocuiscă guvernul interimar. Pe 26 august 1848 armistițiul cu o durată 7 luni a fost semnat la Copenhaga.

### 1849
În anul următor, după expirarea armistițiului, ostilitățile au fost reluate.